# Metazolamida
La metazolamida en un medicamento que pertenece al grupo de los inhibidores de la anhidrasa carbónica y está emparentado con otros fármacos que poseen su misma acción farmacológica, como la dorzolamida y la diclorfenamida. Se utiliza en oftalmología para el tratamiento del glaucoma.
Se emplea por vía oral y es útil sobre todo en los episodios agudos de glaucoma de ángulo cerrado. No es eficaz si se aplica en forma de colirio oftálmico. La presentación es en forma de comprimidos de 25 y 50 mg. La dosis habitual entre 25 y 50 mg cada ocho horas. La concentración máxima en sangre se alcanza entre una y dos horas tras la administración.
Actúa mediante inhibición de la enzima anhidrasa carbónica de los procesos ciliares, disminuyendo la formación de humor acuoso y la hipertensión ocular. Consigue un alivio rápido de los síntomas que acompañan al episodio agudo de glaucoma.